# Ketonuria
Ketonuria, acetonuria, ketoaciduria – stan, gdy w moczu pojawiają się ciała ketonowe. W praktyce tym ketonem jest aceton, który dzięki charakterystycznemu zapachowi jest łatwo wyczuwalny w moczu w przypadku znacznego jego stężenia, czemu dodatkowo towarzyszy podwyższenie stężenia ketonów we krwi (tzw. ketonemia), która powoduje powstanie kwasicy metabolicznej, a sam aceton może być wyczuwany w powietrzu wydechowym.
Biochemicznie do nadmiaru ketonów w organizmie dochodzi, gdy acetylokoenzym A nie może zostać zutylizowany w cyklu Krebsa.
Natomiast klinicznie do nadmiaru produkcji ketonów dochodzi w 2 sytuacjach:
- niemożności spalenia cukrów z powodu niedoboru insuliny do czego dochodzi w niewyrównanej cukrzycy
- w przypadku nadmiernej β-oksydacji tłuszczów do czego może doprowadzić głód

U około 15% osób ketonuria występuje bez jakiejkolwiek przyczyny chorobowej. Inne rzadkie przyczyny ketonurii to glikozuria nerkowa, glikogenozy, dieta z niewielką zawartością węglowodanów lub dużą zawartością białka. Może się również pojawiać przejściowo w przypadku wymiotów lub gorączki.
Leczenie ketonurii jest objawowe, tzn. obowiązuje wyrównanie istniejących zaburzeń - wyrównanie poziomu glukozy, zaburzeń gospodarki kwasowo-zasadowej i wodno-elektrolitowej, czy zapewnienie odpowiedniego bilansu kalorycznego.